# Bosseval-et-Briancourt

Bosseval-et-Briancourt este o comună în departamentul Ardennes din nordul Franței. În 1 ianuarie 2018 avea o populație de 414 de locuitori.